# Grens tussen Iran en Turkije

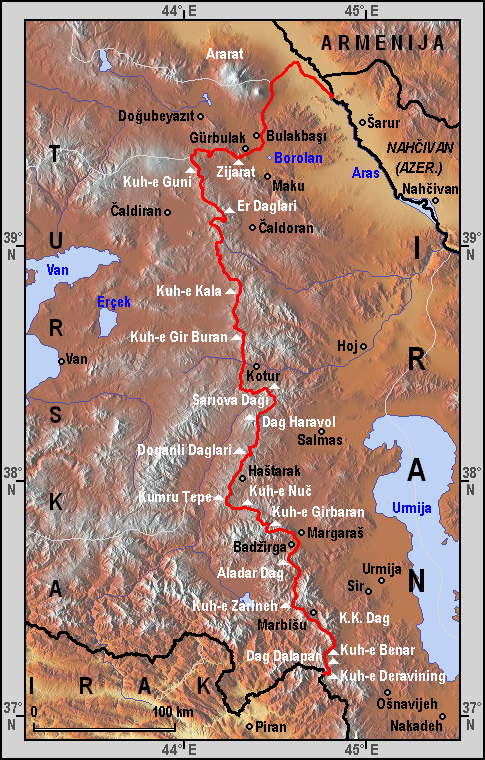
De Iraans-Turkse grens.

De grens tussen Iran en Turkije (Perzisch: مرز ترکیه و ایران; Turks: İran-Türkiye sınırı) is 534 km lang en loopt van het drielandenpunt met Azerbeidzjan in het noorden tot het drielandenpunt met Irak in het zuiden. Beide landen liggen in Zuidwest-Azië. 

## Verloop
In Iran (tot 1935 "Perzië" in het internationale spraakgebruik) ligt de grens ten westen en noorden van zijn meest noordwestelijke provincie West-Azerbeidzjan.
In Turkije beslaat de grens ongeveer een vijfde van zijn internationale landgrenzen, die in totaal ongeveer 2650 km lang zijn. De meest oostelijke provincies vormen de grens met Iran: in het uiterste noorden Iğdır met de hoogste berg van Turkije Ararat, dan Ağrı, dan Van met het grootste deel van het grensverloop, en in het uiterste zuiden de provincie Hakkâri. 
De grenslijn ligt hoofdzakelijk in noord-zuid richting, gedeeltelijk op de waterscheiding tussen het Turkse Vanmeer en het Iraanse Urmiameer, twee grote meren. In het noorden eindigt de grens op het drielandenpunt van de twee staten met Azerbeidzjan, meer bepaald zijn exclave Nachitsjevan, en in het zuiden op de grensdriehoek met Irak, meer bepaald de Koerdische Autonome Regio. 

## Geschiedenis
In de 16e en 17e eeuw vochten Perzië - het huidige Iran - en de twee opvolgerstaten van het Ottomaanse Rijk, Irak en Turkije, territoriale conflicten uit in de Ottomaans-Safawidische Oorlogen. In het Verdrag van Zuhab (ook wel bekend als het Verdrag van Qasr-e Shirin) werden de Safawieden en de Ottomanen het uiteindelijk eens over de grenzen op 17 mei 1639. Afgezien van enkele details gelden die grensafbakeningen tussen Iran en Turkije en tussen Irak en Turkije ook vandaag nog. 
Aardbevingen hebben de regio op 23 februari 2020 opgeschrikt. Zij hadden een magnitude van respectievelijk 5,8 Mw en 6,0 Mw. Tien mensen verloren het leven, 141 raakten gewond en honderden gebouwen werden vernield of beschadigd. 

## Grensovergangen
Er bestaan drie officiële grensovergangen tussen Iran en Turkije. 

### Gürbulak - Bazargan
Gürbulak - Bazargan is de meest noordelijke, en wellicht een van de drukste ter wereld. Vanuit Turkije eindigen hier de Europese weg 80 (E80) en de Turkse Expressway D100, die aansluiten op het meest westelijke deel van de Aziatische weg 1, aan Iraanse zijde vermeld als First Level Road 32. De weg leidt verder naar Tabriz. 

### Kapıköy – Razi
Ongeveer halverwege de grens ligt aan de Turkse kant het dorp Kapıköy in het district Saray van de provincie Van, een van de hoogste plaatsen van het land op 3220 meter hoogte in het Vandoğusu-gebergte. Het dorp ligt aan de Turkse rijkssnelweg D300, een belangrijke oost-west as, en gaat aan de Iraanse kant via het dorpje Razi verder naar Khoy.
Bij Kapıköy steekt ook de spoorlijn Van-Täbriz de grens over, de enige spoorwegverbinding tussen Iran en Turkije. Aan Turkse zijde bevindt zich hier het grensstation voor internationaal verkeer; het Iraanse grensstation Razi ligt zes kilometer verder naar het oosten. 

### Esendere – Serow
In het zuiden, direct aan de grens aan de Turkse kant, op 1650 m boven de zeespiegel, ligt het stadje Esendere (Koerdisch Bajêrga Mezin). De Turkse autosnelweg D400, de meest zuidelijke oost-west as, leidt naar de grensovergang aldaar, en gaat aan Iraanse zijde via Serow verder als First Level Road 16 naar Urmia. 

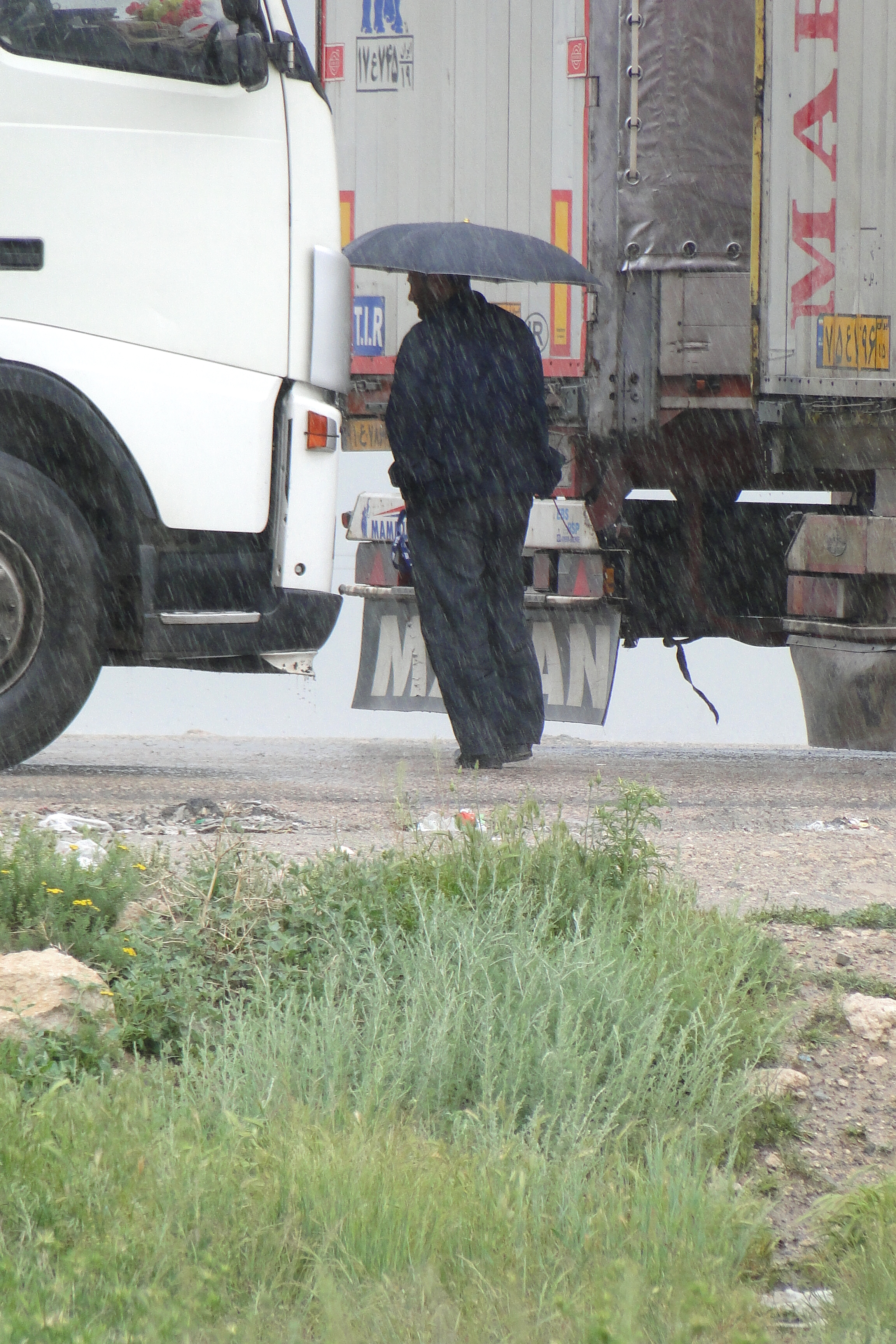
Aan de grens bij Gürbulak
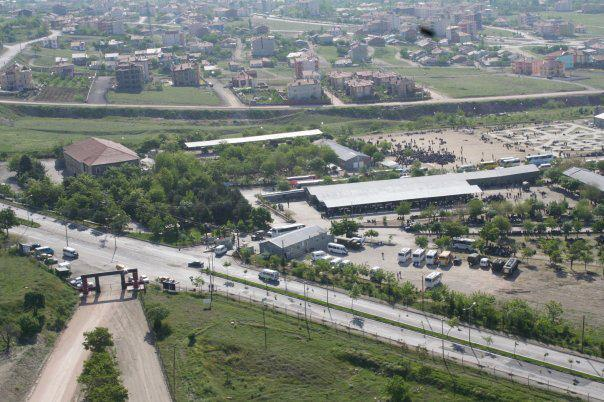
Hoofdweg naar de grenspost Kapıköy
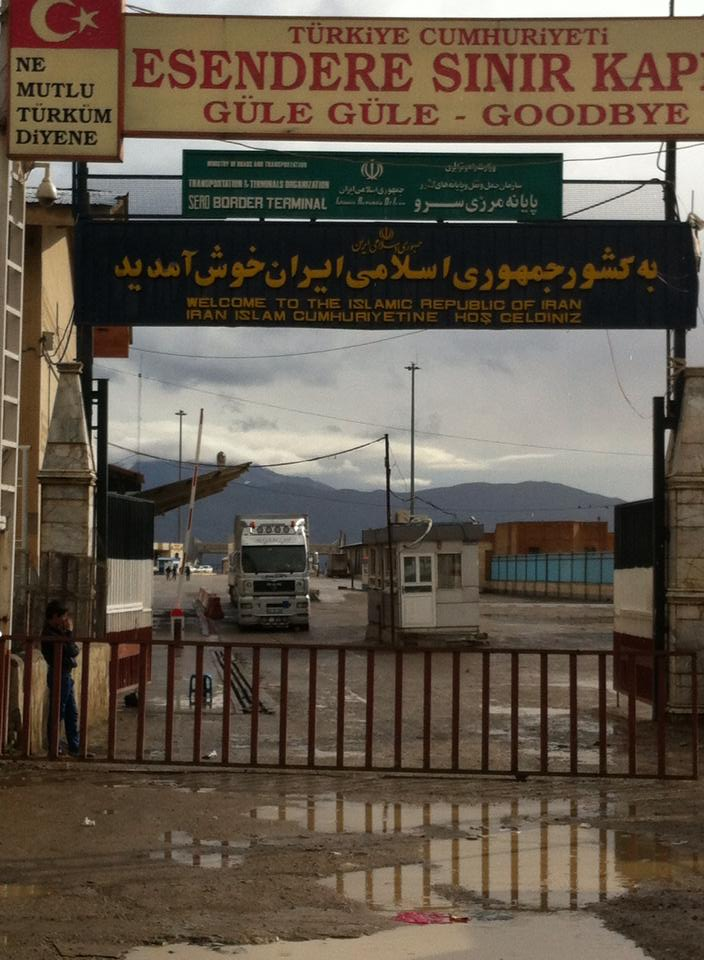
Grensovergang bij Esendere

## Vluchtelingen
Naar schatting zijn de afgelopen jaren meer dan honderdduizend vluchtelingen vanuit Iran over de plaatselijke bergen illegaal Oost-Turkije binnengekomen, velen van hen afkomstig uit Afghanistan, Bangladesh, Pakistan of Syrië.
Na de terugtrekking van de VS- en NAVO-troepen uit Afghanistan vanaf mei 2021 zouden alleen al van daaruit naar schatting dagelijks 1000 tot 1500 vluchtelingen de grens hebben overgestoken. smokkelaars rekenden 2.500 tot 3.000 dollar per persoon aan voor de tocht van 3.000 kilometer, waarbij een deel van de som werd gebruikt om Iraanse en Turkse grenspolitie om te kopen. 

## Grensmuur

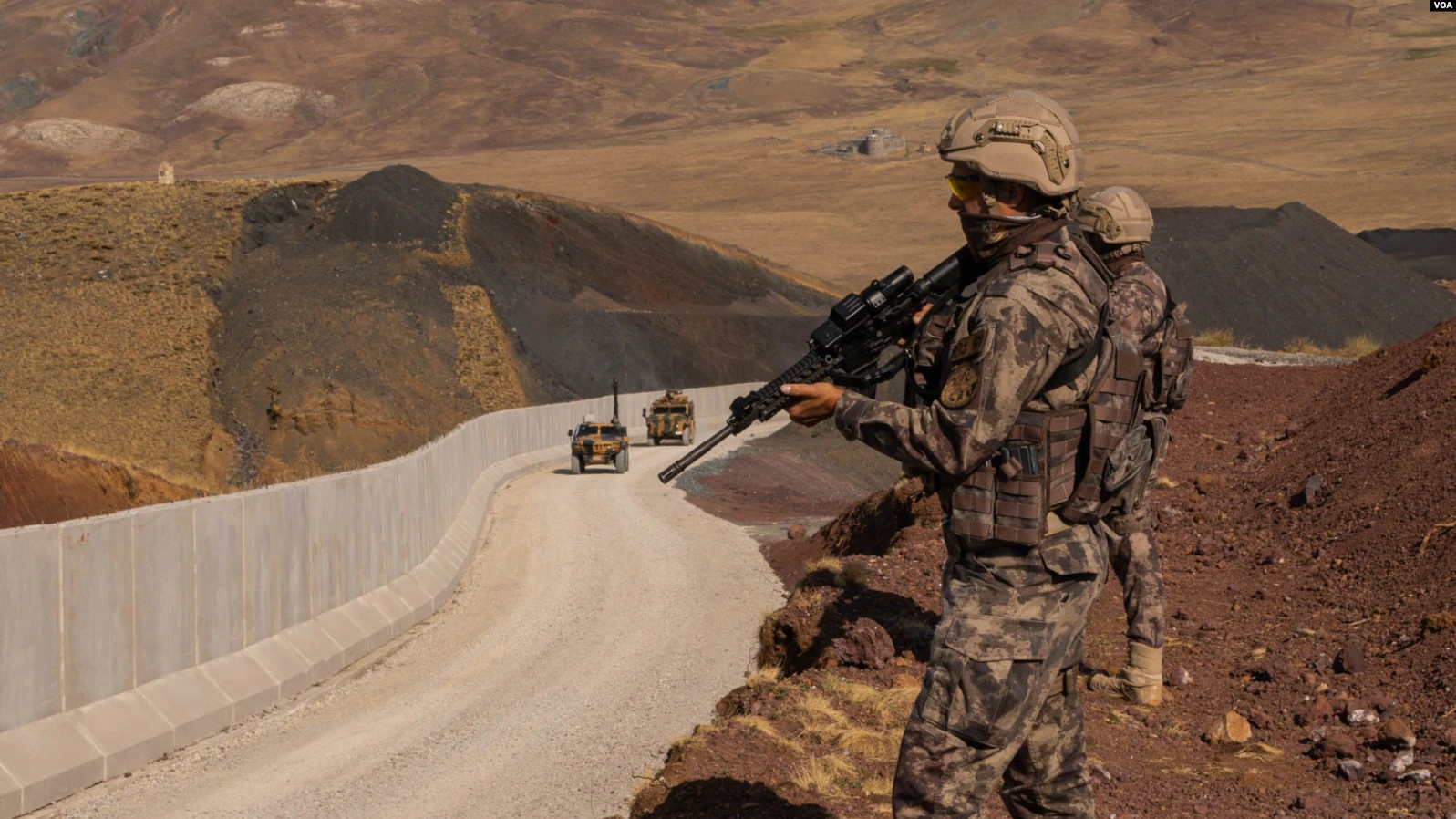
Grensmuur tussen Turkije en Iran.

Turkije begon in augustus 2017 aan de bouw van een grensmuur, bedoeld om de vluchtelingenstroom tegen te houden. Daarenboven moest de barrière smokkel tegengaan, en partisanen van de Koerdische Arbeiderspartij (PKK), die door Turkije als terroristische organisatie wordt geclassificeerd, verhinderen in Turkije operaties uit te voeren.
De werken begonnen aan het noordoostelijke uiteinde van de grens bij de grensovergang Gürbulak–Bazargan. De muur zou in 2023 voltooid worden.